# Lưu Tư (Tây Hán)
Lưu Tư (chữ Hán:劉胥, ? - 53 TCN) tức Quảng Lăng Lệ vương (廣陵厲王) là vị chư hầu vương đầu tiên của nước Quảng Lăng thời Tây Hán trong lịch sử Trung Quốc.
Lưu Tư là con trai thứ năm của Hán Vũ Đế Lưu Triệt, vua thứ 7 của nhà Hán. Mẹ ông là Lý Cơ. Sử ký cũng như Hán thư không nêu rõ Lưu Tư được sinh năm nào.
Không rõ ông được vua cha Hán Vũ Đế phong vương vào năm nào. Và cũng không có nhiều ghi chép về cuộc đời ông trong lịch sử.
Năm 80 TCN, anh trai cùng mẹ của ông là Yên vương Lưu Đán bị buộc tội phải tự sát do thông đồng với cha con đại thần phụ chính Thượng Quan Kiệt làm phản, nhằm mục đích lật đổ ngôi vị của vua em Hán Chiêu Đế rồi lập chính Yên vương lên ngôi.
Năm 74 TCN, em trai thứ sáu của ông là Hán Chiêu Đế Lưu Phất Lăng qua đời khi mới 21 tuổi sau 13 năm trị vì mà không có người thừa kế cũng như không có chỉ định lập vị hoàng thân nào trong hoàng tộc họ Lưu làm người kế vị, nên đại thần phụ chính Hoắc Quang đã cho lập con trai của Xương Ấp vương Lưu Bác, tức là cháu gọi Lưu Tư bằng chú là Lưu Hạ lên ngôi vua. Nhưng Lưu Hạ lên ngôi chỉ mới 27 ngày đã gây ra không biết bao nhiêu tội trạng khiến cho các đại thần vô cùng phẫn nộ và ngay lập tức bị phế truất bởi Hoắc Quang và các đại thần thông qua việc xin ý chỉ của Thượng Quan thái hậu (hoàng hậu của Hán Chiêu Đế và là cháu ngoại Hoắc Quang). Sau khi phế truất Lưu Hạ, trong triều xảy ra một cuộc tranh luận dữ dội xem nên lập ai làm tân hoàng, đa số các đại thần đều đồng ý với ý kiến rằng nên lập Quảng Lăng vương làm tân hoàng với lí do ông là hoàng tử duy nhất còn tại thế trong số 6 vị hoàng tử của Hán Vũ Đế và cũng đánh giá ông là người có tài đức hơn Lưu Hạ, nên lập lên ngôi là hợp lí lẽ. Nhưng phần nhỏ các đại thần, đứng đầu là phụ chính đại thần Hoắc Quang gay gắt phản đối ý kiến này, do Hoắc Quang có hiềm khích vs anh trai cùng mẹ của ông là Yên vương Lưu Đán bởi vì Yên vương từng thông đồng làm phản với cha con Thượng Quan Kiệt (thông gia và cũng là đối thủ trên triều đường của Hoắc Quang), mục đích muốn phế truất Hán Chiêu Đế và trừ khử tầm ảnh hưởng của gia tộc họ Hoắc ra khỏi triều đình,  cho nên ông ta cũng không có thiện cảm với ông. Lúc này Hoắc Quang ỷ mình là đại thần phụ chính tam triều, có quyền uy lớn nhất trong triều đình nên đã bỏ ngoài tai đa số các ý kiến của các đại thần khác là muốn lập Quảng Lăng vương Lưu Tư làm hoàng đế mà quyết định bỏ qua ông và lựa chọn một hoàng thân khác cũng thuộc dòng dõi Hán Vũ Đế, hậu duệ của Lệ Thái tử Lưu Cứ là Dương Võ hầu Lưu Bệnh Dĩ mới 18 tuổi lập lên làm tân hoàng, tức vua Hán Tuyên Đế.
Năm 53 TCN, Quảng Lăng vương Lưu Tư bị buộc phải tự sát. Sau khi ông qua đời, Hán Tuyên Đế đã truy phong cho ông thụy hiệu là Quảng Lăng Lệ vương. Không rõ ông làm vương chư hầu bao nhiêu năm. Con ông là Lưu Bá được thế tập tước vị Quảng Lăng vương của cha, tức Quảng Lăng Hiếu vương.